# Boogeyman
A Boogeyman 2005-ben bemutatott horrorfilm Stephen T. Kay rendezésében. A Boogeyman szó a mumusra utal. A film világszerte 67 millió dollár bevételt hozott a mozikban.

## Cselekmény
Tim látszólag normális életet él barátnőjével, Jessica-val. Ám egy szörnyű dolog nyomasztja, ezért napjai egyre rosszabbak: 8 éves volt, amikor egy szörnyű dolog történt. Apja lámpaoltás előtt mindig mesét mondott neki. A szülei azon voltak, hogy a fiuk mindig biztonságban érezze magát. Elérkezett az utolsó lámpaoltás, amikor Tim apját valaki óriási erőszakkal és erővel beszippantotta a beépített szekrényükbe. Azóta az apját senki sem látta. Tim retteg, hogy egy nap az a valaki visszatér, és elviszi őt is. Azóta az ágya nem lábakon, hanem közvetlenül a padlón áll és nincsenek beépített szekrényei. Egy nap meglátogatják barátnőjével a lány szüleit, így el kell hagynia a maga által kialakított védelmi rendszerét. Timnek szembe kell néznie azzal, amitől retteg…

## Szereplők
| Színész               | Szerep                 | Magyar hang      |
| --------------------- | ---------------------- | ---------------- |
| Barry Watson          | Tim Jensen             | Csőre Gábor      |
| Emily Deschanel       | Kate Houghton          | Törtei Tünde     |
| Skye McCole Bartusiak | Franny Roberts         | Haffner Anikó    |
| Tory Mussett          | Jessica                |                  |
| Andrew Glover         | Boogeyman              | (nem szólal meg) |
| Lucy Lawless          | Mary Jensen, Tim anyja | Hirling Judit    |
| Charles Mesure        | Mr. Jensen, Tim apja   |                  |
| Philip Gordon         | Mike bácsi             |                  |
| Aaron Murphy          | Tim fiatalon           | Penke Bence      |
| Jennifer Rucker       | Pam                    |                  |